# Lúsio Quieto

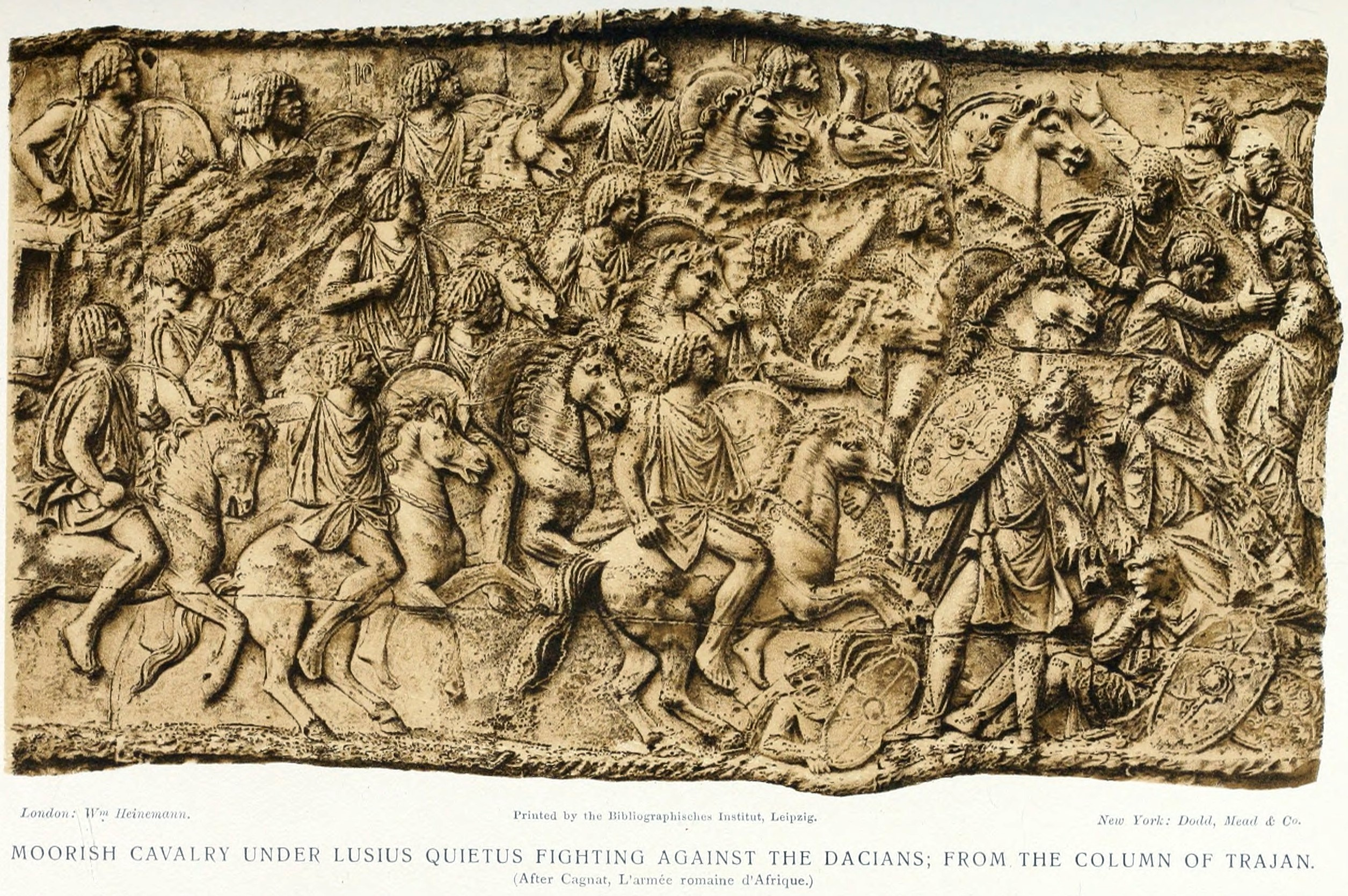
Cavalaria moura na guerra contra os Dácios. Detalhe da Coluna de Trajano.

Lúsio Quieto (Quintus Lusius Quietus, ca. 70 – 118), chamado de "Príncipe Mouro", foi um militar romano, de origem bérbere, tendo governado a Judeia, em 117.“Kitos” é uma corruptela de seu nome, que vai aparecer na Guerra de Kitos.

## Biografia
O pai de Lúsio era um senhor tribal do Norte da África (numa área onde hoje se situa o Marrocos) que se tornara aliado dos romanos, ajudando-os a submeter a Mauritânia Tingitana (Marrocos setentrional), durante a Revolta de Edemon, em 46.  Contar com um aliado tão útil, numa fronteira tão difícil, fez com que Roma o recompensasse com a Cidadania romana, extensiva aos seus descendentes.
O jovem Lúsio começou sua carreira militar como oficial auxiliar na cavalaria romana no norte da África e depois na Hispânia Bética. No principado de Trajano, foi nomeado comandante da cavalaria, participando das duras Guerras Dácias, onde se distinguiu por suas bravura e eficiência . Inscrito na Ordem equestre, ocupou o consulado, e na guerra contra os Partas dirigiu uma brilhante ação de retaguarda que salvou o exército romano da destruição e o fez ser adorado pelos legionários.
Foi durante essa campanha que os judeus da Babilônia se rebelaram (Guerra de Kitos), sendo desapiedadamente reprimidos por Lúsio. Para prevenir que as chamas da revolta atingissem e incendiassem a Judeia, Trajano nomeou-o governador daquela província (117) .
Segundo o historiador judeu Heinrich Graetz  , somente a ação rápida de Adriano (apoiado por Plotina, viúva do imperador) impediu que Lúsio fosse aclamado  pelos soldados como sucessor de Trajano.
Essa sua popularidade entre as legiões selou-lhe o destino. Uma das primeiras medidas adotadas pelo novo imperador, Adriano, foi ordenar a execução do "príncipe mouro".